# .455 Webley
.455 Webley британський набій для короткоствольної зброї, який зазвичай використовували в переламних револьверах Webley від Mark I до Mark VI. Він також відомий під назвами «.455 Eley» та «.455 Colt».
Набій .455 призначався для службових револьверів, з кулею .45 калібру яка рухалася з відносно низькою швидкістю 190 м/с. В результаті при великому калібрі зброя мала легку віддачу. Зупиняюча властивість набою .455 Webley була визнана кращою ніж у набою .45 Colt під час випробувань Томпсона-Лагарда в США в 1904 році, в результаті США прийняли на озброєння набій .45 ACP. 
Набій .455 Webley залишався на озброєнні збройних сил Британії та Співдружності до кінця Другої світової війни.

## Варіанти
Було випущено шість основних типів набою .455:
- .455 Webley Mk I [11,55×21,7mmR]: Представлено в 1891 році. Круглоноса суцільносвинцева куля вагою 265 гран (17,2 г) з метальним зарядом чорного пороху. Усі наступні конструкції набою .455 мали кордитовий метальний заряд. В 1894 році деякі набої Mark I заряджалися кордитом (можна ідентифікувати по пазу на гільзі та штампу «C»), але було виявлено, що горіння було більш ефективним у коротшій гільзі.
- .455 Webley Mk II [11,55×19,3mmR]: Представлено в 1897 році. Круглоноса суцільносвинцева куля вагою 265 гран (17,2 г) з метальним зарядом кордиту вагою 6,5 гр (0,42 г).[3] З переходом на кордит довжину гільзи було зменшено. Набої Mk I та II дещо відрізняються формою кулі, хоча ці відмінності стосуються внутрішніх вимірів, і тому виявляються не відразу.
  - (1900—1912) Замінений на Mk III до його заміни на Mk IV. Куля виготовлена зі свинцево-олов'яного сплаву у співвідношенні 12:1.
  - (1914—1939) Замінений на Mk V до його заміни на Mk VI. Куля виготовлена зі сплаву 99 % свинцю і 1 % сурми.
- .455 Webley Mk III [11,55×19,3mmR]: Представлено в 1898 році. Відома куля «Manstopper» була розроблена для поліцейського, цивільного та колоніального використання. По суті, Mk III це «експансивна куля» вагою 218 гран з зарядом кордиту. Циліндрична куля мала напівсферичні порожнини на кожному кінці — одна для ущільнення в стволі, інша для деформації при ударі. Незабаром цю кулю заборонили для військового використання, оскільки вона не відповідала Гаазькій конвенції 1899 року. В 1900 році Mark III була знята з озброєння та було повернуто кулю Mark II.
- .455 Webley Mk IV [11,55×19,3mmR]: Представлено в 1912 році. 220 гран, куля з пласкою головною частиною з кордитовим зарядом. Розроблена з метою створення більш ефективної кулі, ніж Mark II, без порушення умов Гаазької конвенції.
- .455 Webley Mk V [11,55×19,3mmR]: Представлено в 1914 році. Ідентична кулі Mk IV,[4][5] але відлита з більш твердого свинцевого сплаву, який містить більше стибію з кордитовим зарядом. Цей набій використовували з квітня по листопад 1914 року. Після відміни цього набою, було повернуто набій Mark II. Запаси які залишилися використовували для навчальних стрільб, а порожні гільзи заряджали кулями Mark II.
- .455 Webley Mk VI [11,55×19,3mmR]: Представлено в 1939 році. 265 гран, суцільнометалева куля призначена для військового користування, розроблена без порушення умов Гаазької конвенції. Цей набій використовували під час Другої світової війни. Заряд складався з кордиту, вага 5,5—7,5 гр (0,36—0,49 г), або з нітроцелюлозного пороху, вага заряду 5,5 гр (0,36 г).[3] Набої з кордитом мали штамп"VI", а набої нітроцелюлозою мали штамп «VIz».

Окрім револьверів Веблі, армії Британії та Канади також замовили кілька тисяч револьверів Smith & Wesson .44 Hand Ejector, під набій .455 Webley, поспішаючи озброїти свої війська перед Першою світовою. Потреба була настільки великою, що самі ранні револьвери були перероблені з уже готових які були зроблені під набій .44 Special. Приблизно 60000 револьверів Colt New Service були також замовлені під набій .455.
Італійська фірма Fiocchi та американська фірма Hornady зараз є єдиними виробниками набою .455 Webley (з кулею Mk II). Hornady, компанії RCBS та Lee випускають обладнання для перезарядки набоїв .455 Webley.

## .455 Webley Auto
Набій .455 Webley Auto Mk I почали випускати з 1913 року до приблизно середини Другої світової війни. Це напів-фланцеві набої для самозарядних пістолетів Webley & Scott.
Рання версія набою (приблизно 1904 рік) мала коротшу, 21,7 мм, напів-фланцеву гільзу з вузьким фланцем та гостроносою кулею. Пізніша покращена версія набою (приблизно 1910 рік) була така сама окрім довжини гільзи, яка становила 23,54 мм та круглоносою кулею. Службовий набій Mk 1 (приблизно 1913 рік) був схожий на версію набою 1910 року, але мав товщий фланець.
Дзеркальний зазор набою Mk 1 вимірюється по фланцю. Набій мав кулю вагою 224 грани в мідно-нікелевій оболонці, дулова швидкість становила 214 м/с. Набій випробували з різними пістолетами-кулеметами, але жодний не було прийнято на озброєння.

### Використання під час Першої світової війни
Пістолет Webley & Scott продавали Королівському льотному корпусу та Королівському флоту під час Першої світової війни. Також існувало кілька пістолетів Colt M1911 під набій .455 Auto, які замовили королівські ВМС. Хоча пістолет або набій не були прийняті на озброєння, кілька Colt M1911 «British service model» під набій .455 Auto були продані британським ВМС та армійським офіцерам через постачальників. Службові боєприпаси поставлялися упакованими в коробки по сім набоїв з написом «не для револьверів».

## .476 Enfield
Незважаючи на очевидну різницю в назві калібру, .476 Enfield був дуже схожий на .455 Webley. Набій .476 мав коротшу на 0,05 мм гільзу ніж .455 Mark I. Ним можно було стріляти зі зброї яка має маркування, що дозволяє використовувати набої данного калібру, наприклад, модель Webley «WG Army». Його барабан розрахований на довжину набою .476. Але в нього не можна зарядити жоден набій .455 Webley Marks I—VI. Службові британські набої .450 Adams (1868), .476 Enfield (1881) та .455 Webley Mk.I (1891) мають діаметр гільзи 12,09 мм.

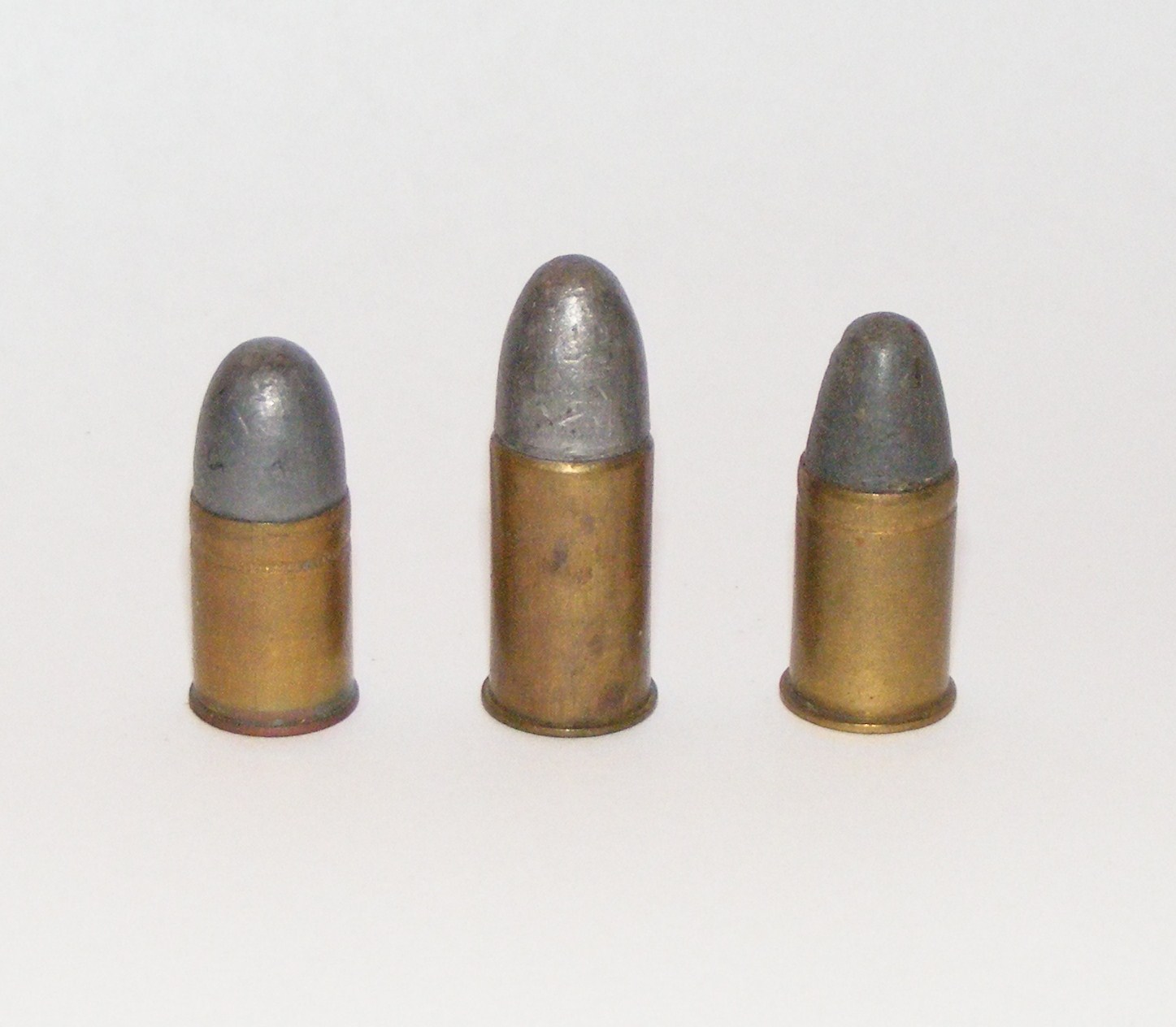
Набої зліва направо: .450 Adams, .455 Webley Mk I, .455 Webley Mk II
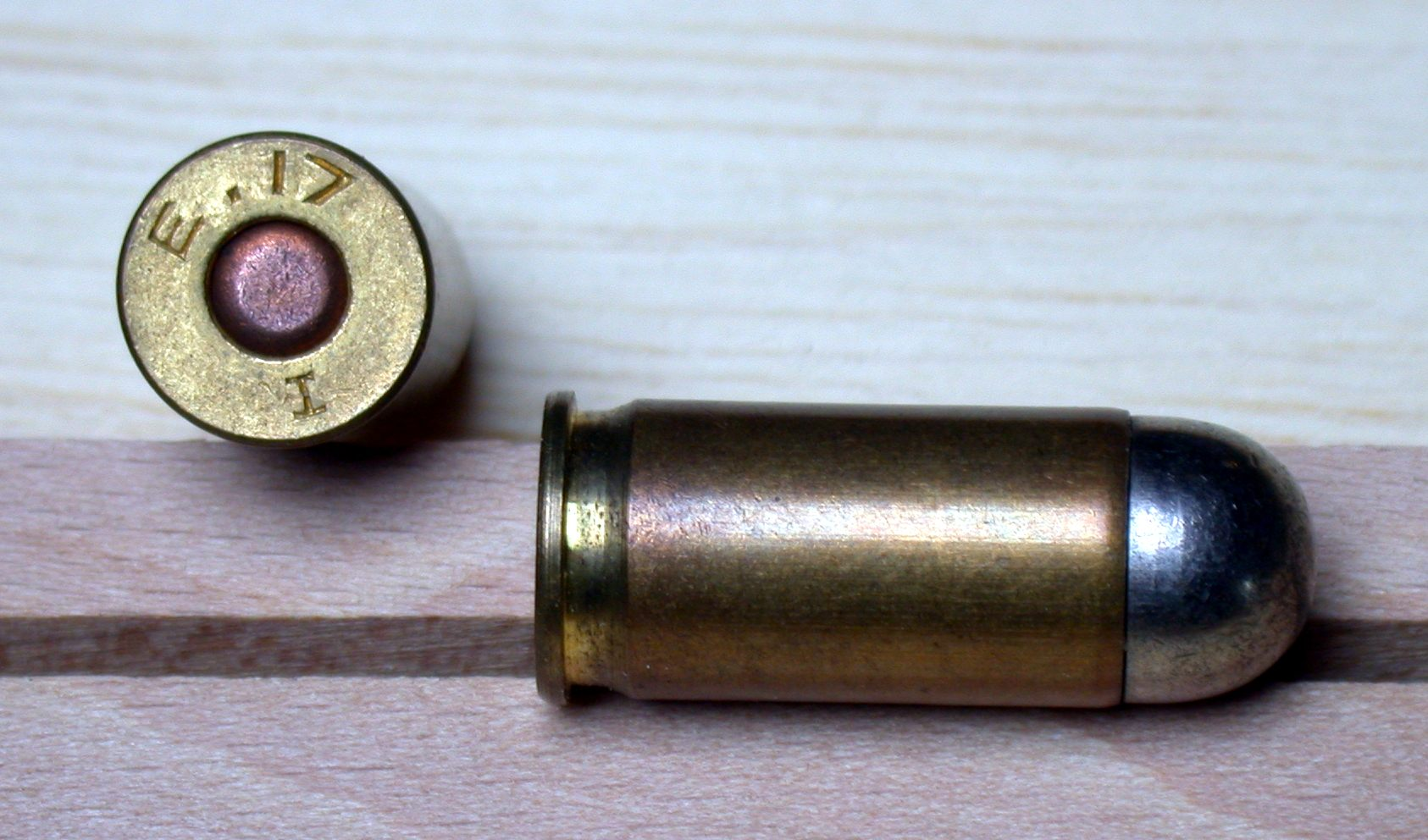
Набій .455 Webley Auto Mk I
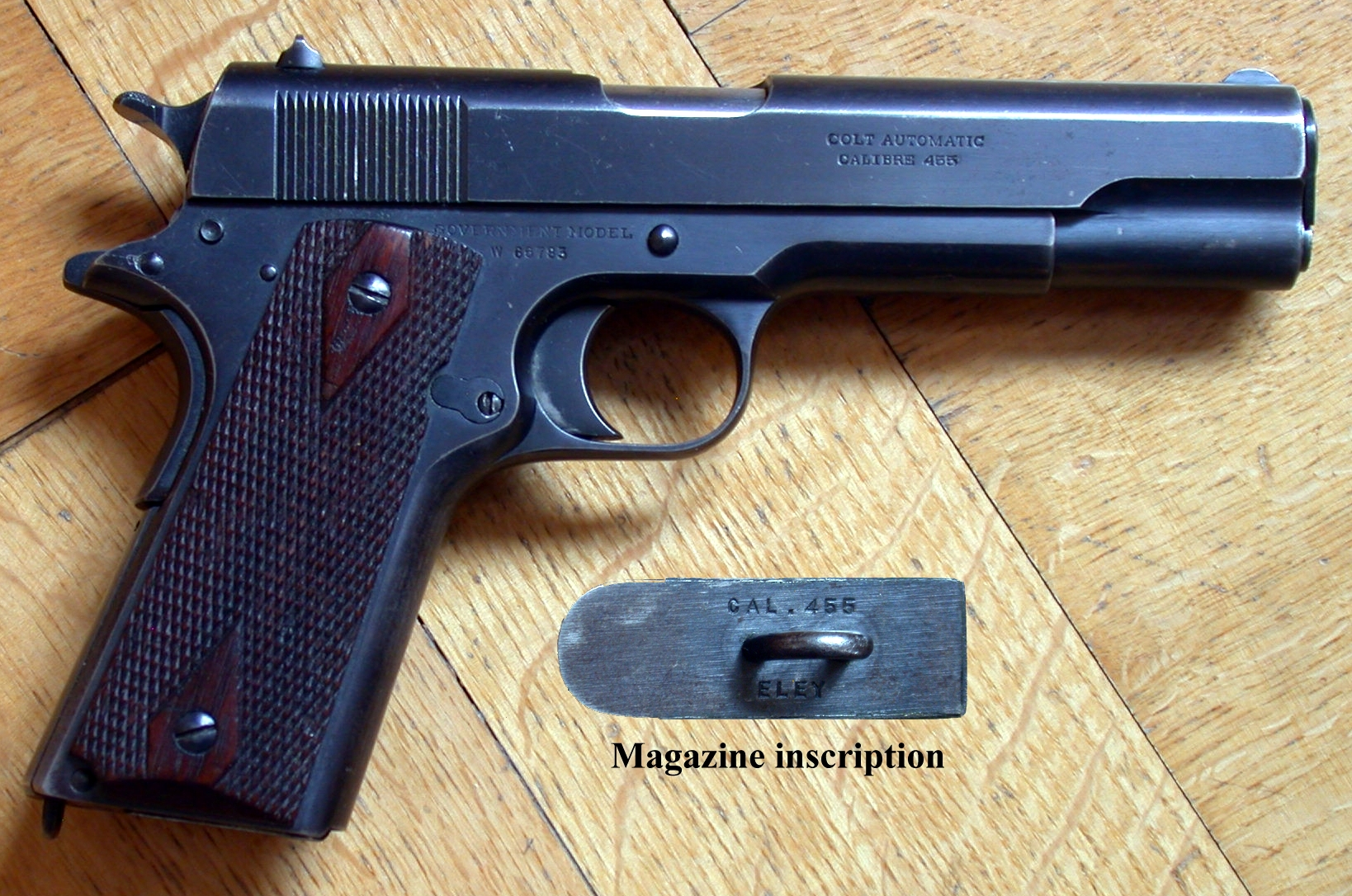
M1911 "British Service Model", який використовував набій Webley Auto Mk I. Зброя має штамп ".455" на затворній рамі та на нижній частині магазина